# 傅爲霖
傅爲霖（1830年7月30日—1906年），原名嘉昶，字朗山，號潤生，四川省成都府簡州西鄉鎮金橋湯家人，清朝政治人物、同進士出身。

## 生平
同治九年（1870年）庚午科举人，光緒六年（1880年）庚辰科殿試登進士三甲第145名。同年五月，交吏部掣签分发以知县即用，官湖北通山縣知縣。

## 詩作
- 春兴八首·其三

杨柳青青满玉关，汉家亭障裹楼兰。
两军瀛海波涛壮，万骑天山雨雪寒。
铜柱边烽环百越，金辽旧部锁三韩。
那堪鹣鲽无空阔，滚滚行星宇宙宽。

## 著述
《簡州續志》二卷，清易家霖等修，傅爲霖等纂，光緒二十三年刊本